# 大坂ともお
大坂 ともお（おおさか ともお、1970年6月19日 - ）は、宮城県仙台市を中心に活動するスポーツDJ

## 来歴
宮城県仙台市出身。宮城県仙台西高等学校卒業、東北福祉大学社会教育学科卒業。Jellyfish office（個人事務所）代表。タレント活動のほか、1998年よりサッカーJリーグ・ベガルタ仙台のホームゲームでスタジアムDJを担当していた。また、仙台スタジアム（ユアテックスタジアム仙台）で行われる天皇杯の試合でもスタジアムDJを担当した。
2002 FIFAワールドカップの宮城スタジアムでの試合でもスタジアムDJを担当した。
Fリーグのヴォスクオーレ仙台でもアリーナDJを担当している(ホームゲームの日程が重なったときはベガルタ仙台を優先)
ロックイベント「俺流」主催。高校時代は放送部。センダイフットボール映画祭 代表。
2018年12月6日、1998年より21年間務めたベガルタ仙台のスタジアムDJを勇退することが発表された。2020年からはいわてグルージャ盛岡のクラブアドバイザー兼スタジアムDJに就任するが、わずか2年で退任した。
妻はフリーアナウンサーの大坂裕子（平塚裕子）。

## 担当番組

### テレビ
- シースルーナイトFEVER（東日本放送）
- かっぺいのいったりきたり（ミヤギテレビ。ナレーション）
- 裏影（東日本放送）

### ラジオ
- フットボールMIX（ラジオ３）
- ゼビオスポーツパーク（Dateｆｍ）
- イキナリ！大坂ともおのSUPER COUNTDOWN（TBCラジオ）
- 蹴球魂 〜ベガルタエクスプレス〜（Date fm）

### 新聞
- 場外フリーキック（河北ウイークリーせんだい）
- 蹴球魂フォローズ（サンケイスポーツ東北版に不定期連載）